# Eteobalea sumptuosella
Eteobalea sumptuosella ist ein Schmetterling (Nachtfalter) aus der Familie der Prachtfalter (Cosmopterigidae).

## Merkmale
Die Falter erreichen eine Flügelspannweite von 13 bis 20 Millimeter. Kopf und Labialpalpen sind weiß. Das Endglied der Letzteren ist an der Spitze schwarz. Die Fühler sind schwarz. Die Beine sind weiß und schwarz geringelt. Eteobalea sumptuosella ähnelt sehr Eteobalea intermediella und Eteobalea beata, unterscheidet sich von diesen Arten aber durch den Bronzeglanz der fahl goldenen Zeichnung auf den Vorderflügeln und den breiten, fahl goldenen, hinteren Saum von Thorax und Tegulae. Eteobalea sumptuosella unterscheidet sich von Eteobalea intermediella durch den dritten Costalfleck, der größer ist und mehr oder weniger deutlich in Richtung Apex verlängert ist. Eine sichere Unterscheidung ist nur durch Genitaluntersuchung möglich.
Bei den Männchen ist das Tegumen breit. Es verengt sich hinten leicht und hat eine V-förmige Ausbuchtung. Das rechte Brachium ist gekrümmt und zwei bis zweieinhalb mal so lang wie das linke. Die Spitze ist verbreitert und stark sklerotisiert. Das linke Brachium ist spitz. Die Valven sind kurz und stiefelförmig. Die rechte Valvella ist in der Mitte am dicksten und verjüngt sich zu einem rundlichen Apex. Der Aedeagus ist stark gebogen. Der bauchige Teil ist nahezu kreisförmig, der röhrenförmige Teil verjüngt sich distal sehr stark zu einem spitz zulaufendem Apex. Bei Exemplaren aus dem westlichen Mittelmeerraum ist der Aedeagus weniger gebogen. Der röhrenförmige Teil ist nahezu parallelwandig und breiter. Die Spitze des rechten Brachiums ist weniger stark sklerotisiert. Die Merkmale von Exemplaren aus dem ehemaligen Jugoslawien sind intermediär zu denen des westlichen und östlichen Mittelmeerraums. Die große und rundliche Spitze des rechten Brachiums, der nahezu kreisförmige, bauchige Teil des Aedeagus und die trapezförmige rechte Valvella unterscheiden die Art von Eteobalea beata und Eteobalea intermediella.
Bei den Weibchen ist das 8. Segment kürzer als breit. Das Ostium ist oval. Das Sterigma ist sackförmig. Der Ductus bursae ist zwei Drittel so lang wie das Corpus bursae. Das Corpus bursae hat hinten einen kurzen Fortsatz. Es sind zwei sichelförmige Signa ausgebildet, die linke ist oft sehr klein und fehlt gelegentlich.

## Verbreitung
Eteobalea sumptuosella ist im Mittelmeerraum von Spanien bis in die Türkei verbreitet. Zudem wurde die Art in Nordafrika in Marokko und Tunesien nachgewiesen. Im Osten reicht das Verbreitungsgebiet bis in die Ukraine, den Süden Russlands, den Kaukasus, den Mittleren Osten, Kasachstan, Turkmenistan und Afghanistan, die Vereinigten Arabischen Emirate und Zentralasien.

## Biologie
Die Biologie der Art ist unbekannt. Falter wurden von Anfang Juni bis Ende August gesammelt.

## Systematik
Es sind folgende Synonyme bekannt:
- Lita admirandella Bruand, [1851]
- Elachista sumptuosella Lederer, 1855
- Stagmatophora amseli Osthelder, 1940

## Belege
1. 1 2 3 4 5 6  J. C. Koster, S. Yu. Sinev: Momphidae, Batrachedridae, Stathmopodidae, Agonoxenidae, Cosmopterigidae, Chrysopeleiidae. In: P. Huemer, O. Karsholt, L. Lyneborg (Hrsg.): Microlepidoptera of Europe. 1. Auflage. Band 5. Apollo Books, Stenstrup 2003, ISBN 87-88757-66-8, S. 143 (englisch).
2. ↑  J. Lederer (1855): Beitrag zur Schmetterlings-Fauna von Cypern, Beirut und einem Theile Klein-Asiens. Verhandlungen des zoologisch-botanischen Vereins in Wien 5: S. 177–254 (Erstbeschreibung)
3. ↑  J. C. Koster (2010): Oder Lepidoptera, family Cosmopterigidae. In: A. van Harten (Hrsg.): Arthropod fauna of the United Arab Emirates. ISBN 9789948156161
4. 1 2  J. C. Koster (2008): Notes on the Cosmopterigidae (Lepidoptera) of Afghanistan and Jammu & Kashmir, India with descriptions of two new species. Zoologishe mededelingen 82(1), S. 91–102
5. ↑  Eteobalea sumptuosella bei Fauna Europaea. Abgerufen am 19. Februar 2012